# Португальська міжусобна війна (1245—1248)
Португа́льська міжусо́бна війна́ 1245—1248 років — збройний конфлікт в Португальському королівстві за португальську корону між королем Саншу II та його молодшим братом, булонським графом Афонсу III. Спалахнув внаслідок протистояння короля з Церквою. 1245 року папа Іннокентій IV детронізував Саншу й закликав португальців прийняти новим правителем Афонсу. Останнього підтримало духовенство країни, міщанство й частина знаті. На боці Саншу була північнопортугальська шляхта, тамплієри, а також сусіди — кастильський король Фернандо III і його син-інфант Альфонсо. Протягом 1246 року сили Афонсу захопили більшість португальських міст й замків, так що за Саншу лишалася провінція Бейра. На початку 1247 року до Португалії увійшли кастильські війська під проводом інфанта Альфонсо, який розбив сили противника й зайняв столичну Коїмбру. У відповідь папа відлучив від церкви інфанта, вимагаючи покинути Португалію. Через тиск Церкви й відсутність підтримки населення кастильці відступили, захопивши із собою Саншу до Кастилії. Смерть останнього у Толедо в січні 1248 року остаточно завершила конфлікт на користь Афонсу, що став новим королем Португалії.